# VxV
VxV es el segundo álbum de estudio de la banda estadounidense de metalcore Wolves at the Gate. Fue lanzado el 10 de junio de 2014 por Solid State Records. El álbum alcanzó el puesto 134 en la lista de Billboard 200.

## Antecedentes
El álbum es la continuación de su primer álbum Captors, lanzado en 2012 por Solid State Records. En una entrevista con Reel Gospel, el vocalista Steve Cobucci explicó que el título del álbum se basa en una clasificación militar de intensidad y claridad de señal, siendo la mejor una de cinco por cinco. Cobucci añadió que creen que el mensaje gospel es el "Five by Five" que la banda puede transmitir.

## Composición
La música ha sido descrita como "la excelencia del post-hardcore y el metal", y "metalcore y post-hardcore competentes". Además, algunos críticos destacan la religiosidad del material del álbum porque "la convicción que el grupo transmite en sus letras espirituales revitaliza todos los demás aspectos de su música".
Algunos incluso han llegado a afirmar que la banda es comparable a Underoath porque la música contiene "guitarras intrincadas y estribillos himnos". Además, la música podría resultar atractiva para algunos fans de Thrice y Thursday debido a las "inclinaciones post-hardcore" del material.

## Lista de canciones
Todas las canciones escritas y compuestas por Wolves at the Gate. 
| N.º | Título                   | Duración |  |
| 1.  | «VxV»                    | 0:47     |  |
| 2.  | «Wake Up»                | 3:15     |  |
| 3.  | «Dust to Dust»           | 3:02     |  |
| 4.  | «Return»                 | 3:52     |  |
| 5.  | «Relief»                 | 3:52     |  |
| 6.  | «The Bird and the Snake» | 4:51     |  |
| 7.  | «Rest»                   | 4:09     |  |
| 8.  | «East to West»           | 4:54     |  |
| 9.  | «Wild Heart»             | 3:34     |  |
| 10. | «The Convicted»          | 3:29     |  |
| 11. | «Majesty in Misery»      | 4:17     |  |
| 12. | «The Father's Bargain»   | 6:30     |  |

## Posicionamiento en lista
| Lista (2014)                          | Posición |
| ------------------------------------- | -------- |
| Estados Unidos (Billboard 200)        | 134      |
| Estados Unidos (Christian Albums)     | 6        |
| Estados Unidos (Top Hard Rock Albums) | 13       |
| Estados Unidos (Independent Albums)   | 25       |
| Estados Unidos (Top Rock Albums)      | 41       |